# Llindar d'energia
En física de partícules, l'energia llindar per a la producció d'una partícula és l'energia cinètica mínima que s'ha d'impartir a una d'un parell de partícules perquè la seva col·lisió produeixi un resultat determinat. Si el resultat desitjat és produir una tercera partícula, llavors l'energia llindar és més gran o igual que l'energia en repòs de la partícula desitjada. En la majoria dels casos, com que també es conserva l'impuls, l'energia llindar és significativament més gran que l'energia en repòs de la partícula desitjada.
L'energia llindar no s'ha de confondre amb l'energia de desplaçament llindar, que és l'energia mínima necessària per desplaçar permanentment un àtom en un cristall per produir un defecte de cristall en la ciència dels materials de radiació.

## Exemple de creació de pions
Considereu la col·lisió d'un protó mòbil amb un protó estacionari de manera que a {\displaystyle {\pi }^{0}} es produeix el mesó :
{\displaystyle p^{+}+p^{+}\to p^{+}+p^{+}+\pi ^{0}}
Podem calcular l'energia mínima que ha de tenir el protó en moviment per tal de crear un pió. Transformant-se en el ZMF (Zero Momentum Frame o Centre of Mass Frame) i assumint que les partícules sortints no tenen KE (energia cinètica) quan es veuen al ZMF, l'equació de conservació de l'energia és:
{\displaystyle E=2\gamma m_{p}c^{2}=2m_{p}c^{2}+m_{\pi }c^{2}}
Reordenat a
{\displaystyle \gamma ={\frac {1}{\sqrt {1-\beta ^{2}}}}={\frac {2m_{p}c^{2}+m_{\pi }c^{2}}{2m_{p}c^{2}}}}
Suposant que les partícules sortints no tenen KE a la ZMF, hem considerat efectivament una col·lisió inelàstica en la qual les partícules del producte es mouen amb un impuls combinat igual al del protó entrant al marc de laboratori.
El nostre {\displaystyle c^{2}} els termes de la nostra expressió es cancel·laran, deixant-nos amb:
{\displaystyle \beta ^{2}=1-\left({\frac {2m_{p}}{2m_{p}+m_{\pi }}}\right)^{2}\approx 0.130}
{\displaystyle \beta \approx 0.360}
Utilitzant addicions de velocitat relativistes:
{\displaystyle v_{\text{lab}}={\frac {u_{\text{cm}}+V_{\text{cm}}}{1+u_{\text{cm}}V_{\text{cm}}/c^{2}}}}
Ho sabem {\displaystyle V_{cm}} és igual a la velocitat d'un protó tal com es veu a la ZMF, de manera que podem tornar a escriure amb {\displaystyle u_{cm}=V_{cm}} :
{\displaystyle v_{\text{lab}}={\frac {2u_{\text{cm}}}{1+u_{\text{cm}}^{2}/c^{2}}}\approx 0.64c}
Així que l'energia del protó ha de ser
{\displaystyle E=\gamma m_{p}c^{2}={\frac {m_{p}c^{2}}{\sqrt {1-(v_{\text{lab}}/c)^{2}}}}=1221\,} MeV.
Per tant, l'energia cinètica mínima per al protó ha de ser {\displaystyle T=E-{m_{p}c^{2}}\approx 280} MeV.

## Exemple de creació d'antiprotons
A més energia, la mateixa col·lisió pot produir un antiprotó :
{\displaystyle p^{+}+p^{+}\to p^{+}+p^{+}+p^{+}+p^{-}}
Si un dels dos protons inicials està estacionari, trobem que cal donar almenys el protó que incideix {\displaystyle 6m_{p}c^{2}} d'energia, és a dir, 5,63 GeV. D'altra banda, si els dos protons s'acceleren l'un cap a l'altre (en un col·lisionador) amb energies iguals, només cal donar-los a cadascun {\displaystyle m_{p}c^{2}} d'energia.